# Марсалья, Лоренцо
Лоренцо Марсалья (итал. Lorenzo Marsaglia, род. 16 ноября 1996, Рим, Италия) — итальянский прыгун в воду, призёр чемпионата мира и Европы. Призёр летней Универсиады 2017 года. 

## Биография
Тренировался в обществе спортивного плавания Лацио. На европейском чемпионате по прыжкам в воду в Киеве в 2017 году занял пятое место в синхронных прыжках с 3-х метрового трамплина.
Представлял сборную Италии на чемпионате мира по плаванию в Будапеште. 
На чемпионате Европы по водным видам спорта в Глазго в 2018 году квалифицировался в соревнованиях с метрового и 3-х метрового трамплина. В этих двух видах занял итоговое шестое место. 
На чемпионате Европы по прыжкам в воду в Киеве в 2019 году завоевал бронзовую медаль на метровом трамплине, уступив немцу Патрику Хаусдингу и украинцу Олегу Колодию.